# Chandrai
Chandrai är en ort i Indien.   Den ligger i distriktet Jalore och delstaten Rajasthan, i den nordvästra delen av landet, 600 km sydväst om huvudstaden New Delhi. Chandrai ligger 200 meter över havet och antalet invånare är 3 249.
Terrängen runt Chandrai är platt. Runt Chandrai är det ganska tätbefolkat, med 139 invånare per kvadratkilometer. Närmaste större samhälle är Takhatgarh, 13,4 km sydost om Chandrai. Trakten runt Chandrai består till största delen av jordbruksmark.